# War Is a Force That Gives Us Meaning
War Is a Force That Gives Us Meaning (2002) est un livre publié par le journaliste américain Chris Hedges. Ce dernier y présente son expérience comme correspondant de guerre et établit une argumentation affirmant, notamment, que la guerre séduit les sociétés par les mythes qu'elle crée et entretient chez la population.
Best-seller aux États-Unis, le livre est désigné comme le meilleur livre de l'année par le Los Angeles Times et est finaliste pour le National Book Critics Circle Award.

## Dans la culture populaire
Le film The Hurt Locker s'ouvre sur une citation du livre : « The rush of battle is often a potent and lethal addiction, for war is a drug. »